# Ходжес, Кевин
Кевин Ходжес (англ. Kevin Hodges; род. 12 июня 1960) — английский футболист. Получил известность благодаря игровой карьере в футбольном клубе «Плимут Аргайл». Большую часть времени он играл в качестве полузащитника в «Плимут Аргайл», где стал рекордсменом клуба по количеству голов. Он играл в «Торки Юнайтед», потом стал менеджером футбольного клуба. Позже Ходжес вернулся в «Плимут Аргайл» в качестве менеджера. В настоящее время работает в качестве тренера молодежной команды «Плимут Аргайл».

## Игровая карьера
Будучи полузащитником, Ходжес начал свою карьеру в местном школьном клубе «Борнмут». Он выступал на молодежном Кубке Англии, когда ему было 15 лет, прежде чем футбольный клуб свернул свою молодежную команду в 1978 году в рамках сокращения расходов. Он перешел за одним из своих тренеров, Бобби Хоу, в «Плимут Аргайл», где подписал свой первый профессиональный контракт. Ходжес представлял клуб с отличием в течение следующих 14 лет, сделав в общей сложности 620 матчей во всех соревнованиях, забив 87 голов. Он признан одним из лучших полузащитником «Плимута Аргайла» всех времен.
Ходжес признан рекордсменом по количеству игр в клубе и восьмым в списке рекордов по количеству забитых голов. Он был частью команды «Аргайл», которая прошла отбор в полуфинал Кубка Англии 1984 года. Его лучший период был в сезоне 1985—1986, во главе с Дейвом Смитом, когда клуб вышел в третий дивизион. Ходжес принимал участие во всех 46 играх и забил 16 голов, что является впечатляющим результатом для полузащитника. В знак признания его достижений в этом году он получил награду «Игрок года».
Его служба в клубе была отмечена в начале сезона 1987—1988 годов, когда в его честь был сыгран контрольный матч против клуба, в котором он выступал за «Вест Хэм Юнайтед». Ходжес был одним из немногих игроков, которые выиграли второй матч матча в 1992 году против «Лутон Таун» после пятнадцати лет в клубе. Он был сдан в аренду «Торки Юнайтед» в январе 1992 года, чтобы помочь Чайкам вернуться в английский футбол на четвертый уровень.
Последняя игра Ходжеса за «Плимут Аргайл» состоялась 20 ноября 1992 года во Второй лиге в качестве замены против «Стокпорт Каунти» в парке Эджли. В декабре 1992 года ему постоянно разрешалось возвращаться в «Торки Юнайтед», что положило конец его четырнадцатилетнему общению с Паломниками. Он закончил свою карьеру в Плейнмуре и забил 5 голов в 81 матче.
В 1997 году он официально отказался от игровой карьеры, чтобы сосредоточиться на тренерской карьере.

## Карьера менеджера
Работая в качестве тренера, а затем и менеджера молодежной команды в «Торки Юнайтед», Ходжес сменил Эдди Мэй на посту менеджера команды летом 1996 года. Он ввел их в финал плей-офф третьего дивизиона в 1998 году, прежде чем вернуться летом в Хоум-парк, чтобы тоже занять должность менеджера «Плимут Аргайла», заменив Мика Джонса. Его карьера менеджера клуба сильно отличалась от его роли игрока. Клуб находился в нижнем дивизионе Футбольной лиги, к которому он не привык, но вместо того, чтобы восстанавливаться, клуб занял посредственные позиции в лиге 13-е место в 1999 году и 12-е место в 2000 году. В начале сезона 2000—2001 годов Ходжесу приходилось работать с ограниченным бюджетом и командой, которая нуждалась в восстановлении. После того, как в этом сезоне он проиграл 6 из 10 игр в лиге, руководство Ходжеса закончилось, и его заменил Пол Старрок.
После увольнения Ходжес был назначен на должность сотрудника по развитию футбола в Сомерсет ФА, роль, которую он продолжал выполнять после назначения менеджером в Кливдон-Таун в сентябре 2004 года. Он ушел в октябре 2005 года с Западного дивизиона Южной Лиги, чтобы стать помощником менеджера Стивена Томпсона в футбольном клубе первой лиги Йовила. Он оставался в Йовиле до назначения Рассела Слейда менеджером клуба, а затем присоединился к «Бристоль Роверс» в октябре 2006 года в качестве менеджера молодежной команды клуба.
Ходжес снова вернулся в «Плимут Аргайл» в октябре 2008 года, чтобы работать тренером на полставки в проекте «Футбол в сообществе». В сентябре 2010 года он взял на себя ответственность за обучение «Плимута Аргайл» до 18 лет.
Он оставил свою должность директора академии Плимут Аргайл в ноябре 2019 года.